# Scheldeprijs 2024 (mannen)
Bij de mannen werd de 112e editie verreden van de Scheldeprijs. Titelverdediger was Jasper Philipsen. Zijn opvolger werd landgenoot Tim Merlier, Philipsen eindigde in deze editie als tweede. De strijd werd beslist door een lange en zenuwslopende sprint waar de Nederlanders Dylan Groenewegen en Cees Bol het onderspit moesten delven tegenover de eerdergenoemde Belgen. Groenewegen eindigde als derde en Bol kwam als vierde over de finish.
De wedstrijd was onderdeel van de UCI ProSeries 2024.

## Uitslag
| Plaats  | Naam              | Ploeg                  | tijd     |
| ------- | ----------------- | ---------------------- | -------- |
| Winnaar | Tim Merlier       | Soudal Quick-Step      | 4u17'04" |
| 2       | Jasper Philipsen  | Alpecin-Deceuninck     | z.t.     |
| 3       | Dylan Groenewegen | Team Jayco AlUla       | z.t.     |
| 4       | Cees Bol          | Astana Qazaqstan Team  | z.t.     |
| 5       | Hugo Hofstetter   | Israel-Premier Tech    | z.t.     |
| 6       | Søren Wærenskjold | Uno-X Mobility         | z.t.     |
| 7       | Sam Welsford      | BORA-hansgrohe         | z.t.     |
| 8       | Matteo Moschetti  | Q36.5 Pro Cycling Team | z.t.     |
| 9       | Madis Mihkels     | Intermarché-Wanty      | z.t.     |
| 10      | Matteo Trentin    | Tudor Pro Cycling Team | z.t.     |

Mannen: 1907 · 1908 · 1909 · 1910 · 1911 · 1912 · 1913 · 1914 · 1915 · 1916 · 1917 · 1918 · 1919 · 1920 · 1921 · 1922 · 1923 · 1924 · 1925 · 1926 · 1927 · 1928 · 1929 · 1930 · 1931 · 1932 · 1933 · 1934 · 1935 · 1936 · 1937 · 1938 · 1939 · 1940 · 1941 · 1942 · 1943 · 1944 · 1945 · 1946 · 1947 · 1948 · 1949 · 1950 · 1951 · 1952 · 1953 · 1954 · 1955 · 1956 · 1957 · 1958 · 1959 · 1960 · 1961 · 1962 · 1963 · 1964 · 1965 · 1966 · 1967 · 1968 · 1969 · 1970 · 1971 · 1972 · 1973 · 1974 · 1975 · 1976 · 1977 · 1978 · 1979 · 1980 · 1981 · 1982 · 1983 · 1984 · 1985 · 1986 · 1987 · 1988 · 1989 · 1990 · 1991 · 1992 · 1993 · 1994 · 1995 · 1996 · 1997 · 1998 · 1999 · 2000 · 2001 · 2002 · 2003 · 2004 · 2005 · 2006 · 2007 · 2008 · 2009 · 2010 · 2011 · 2012 · 2013 · 2014 · 2015 · 2016 · 2017 · 2018 · 2019 · 2020 · 2021 · 2022 · 2023 · 2024 · 2025
Vrouwen: 2021 · 2022 · 2023 · 2024 · 2025
Ronde van Valencia ·
Figueira Champions Classic ·
Ronde van Oman ·
Clásica de Almería ·
Ronde van de Algarve ·
Ruta del Sol ·
Ardèche Classic ·
Drôme Classic ·
Kuurne-Brussel-Kuurne ·
Trofeo Laigueglia ·
Nokere Koerse ·
Milaan-Turijn ·
GP Denain ·
Bredene Koksijde Classic ·
Grote Prijs Miguel Indurain ·
Scheldeprijs ·
Brabantse Pijl ·
Ronde van de Alpen ·
Ronde van Turkije ·
Grote Prijs van Plumelec ·
Tro Bro Léon ·
Ronde van Hongarije ·
Vierdaagse van Duinkerke ·
Boucles de la Mayenne ·
Ronde van Noorwegen ·
Circuit Franco-Belge ·
Brussels Cycling Classic ·
Dwars door het Hageland ·
Ronde van België ·
Ronde van Slovenië ·
Ronde van het Qinghaimeer ·
Ronde van Wallonië ·
Arctic Race of Norway ·
Ronde van Burgos ·
Ronde van Denemarken ·
Ronde van Duitsland ·
Maryland Cycling Classic ·
Ronde van Groot-Brittannië ·
Grote Prijs van Fourmies ·
GP Industria & Artigianato-Larciano ·
Coppa Sabatini ·
Grote Prijs van Wallonië ·
Ronde van Luxemburg ·
Super 8 Classic ·
Ronde van Langkawi ·
Ronde van het Münsterland ·
Ronde van Emilia ·
Parijs-Tours ·
Coppa Bernocchi ·
Ronde van de Drie Valleien ·
Ronde van Piemonte ·
Ronde van het Taihu-meer ·
Ronde van Veneto ·
Japan Cup ·
Veneto Classic